# پایگاه هوایی چانگی شرقی
پایگاه هوایی چانگی شرقی (به انگلیسی: Changi Air Base (East)) یک فرودگاه نظامی است که یک باند فرود آسفالت دارد و طول باند آن ۲۷۴۸ متر است. این فرودگاه در کشور سنگاپور قرار دارد .